# Antoni Tauler Llull
Antoni Tauler Llull (Santa Margalida, 11 d'abril de 1974) fou un ciclista mallorquí que va combinar tant la ruta com la pista.
En ruta fou professional del 1998 al 2006, i el seu major èxit fou el Campionat d'Espanya en contrarellotge.
En pista va aconseguir guanyar una Medalla de plata al Jocs Olímpics de Pequín, en la modalitat de Madison, juntament amb Joan Llaneras.

## Palmarès en ruta
- 1992
  - Vencedor d'una etapa del Cinturó ciclista internacional de Mallorca
- 1996
  - 1r a la Volta a Cartagena
  - Vencedor d'una etapa del Cinturó ciclista internacional de Mallorca
- 1999
  - Vencedor d'una etapa de la volta a Múrcia
- 2006
  -  Campió d'Espanya contra-rellotge

### Resultats al Tour de França
- 2000. 63è de la classificació general
- 2001. 76è de la classificació general
- 2002. Abandona (12a etapa)
- 2003. Abandona (8a etapa)

### Resultats a la Volta a Espanya
- 1999. 47è de la classificació general
- 2001. 55è de la classificació general
- 2002. 39è de la classificació general
- 2003. 97è de la classificació general

### Resultats al Giro d'Itàlia
- 1998. Abandona (16a etapa)
- 2005. 126è de la classificació general

## Palmarès en pista
- 1998
  -  1r al Campionat d'Espanya en Persecució per equips amb Jorge García, Joan Llaneras i Miquel Alzamora
- 2008
  -  Medalla de plata en ciclisme en pista (modalitat Madison, fent parella amb Joan Llaneras), als Jocs Olímpics de Pequín
  -  1r al Campionat d'Espanya en Madison 50 km amb Miquel Alzamora
  -  1r al Campionat d'Espanya en Persecució per equips amb Miquel Alzamora, David Muntaner i Albert Torres